# Dom Pedro de Alcântara
Dom Pedro de Alcântara è un comune del Brasile nello Stato del Rio Grande do Sul, parte della mesoregione Metropolitana de Porto Alegre e della microregione di Osório.